# Selaginella leptophylla
Selaginella leptophylla är en mosslummerväxtart som beskrevs av Bak.. Selaginella leptophylla ingår i släktet mosslumrar, och familjen mosslummerväxter. Inga underarter finns listade i Catalogue of Life.